# لاما موکونیو
لاما موکونیو (به ایتالیایی: Lama Mocogno) یک منطقهٔ مسکونی در ایتالیا است که در استان مودنا واقع شده‌است.

## خصوصیات
لاما موکونیو ۶۳٫۸ کیلومترمربع مساحت و ۲٬۷۶۰ نفر جمعیت دارد و ۸۴۲ متر بالاتر از سطح دریا واقع شده‌است.